# Артјом Зуб
Артјом Валерјевич Зуб (рус. Артём Валерьевич Зуб — Хабаровск, 3. октобар 1995) професионални је руски хокејаш на леду који игра на позицијама одбрамбеног играча. 
Члан је сениорске репрезентације Русије за коју је на међународној сцени дебитовао на светском првенству 2017. године. На истом првенству селекција Русије освојила је бронзану медаљу.
У другом делу сезоне 2015/16. прешао је из матичног Амура из Хабаровска у петербуршки СКА, екипу са којом је исте сезоне освојио и трофеј Гагариновог купа у КХЛ лиги. 